# Anton Malloth
Anton Malloth, né à Innsbruck (Autriche) le 13 février 1912 et mort à Straubing (Allemagne) le 31 octobre 2002 , était un surveillant de la Kleine Festung (petite forteresse), qui faisait partie du camp de concentration nazi de Theresienstadtt.

## Biographie
De juin 1940 à mai 1945, Malloth travaille en tant que gardien pour la Gestapo à la prison Kleine Festung Theresienstadt, et est connu sous le surnom de "Der schöne Toni" (Le beau Toni). Il est reconnu coupable d'avoir battu à mort au moins cent prisonniers dont Martin Finkelgruen (de),, et est condamné à la prison à vie en 2001, après avoir réussi à échapper à la justice pendant 55 ans grâce au soutien de l'association néo nazie Stille Hilfe et de sa cofondatrice Gudrun Burwitz,,.
Peter Finkelgruen (de), le petit fils de Martin écrit l'histoire du meurtre de son grand-père devant témoins par Anthon Malloth à Terezin dans un livre intitulé  Haus Deutschland, oder, Die Geschichte eines ungesühnten Mordes,.